# Vorticità potenziale
Il termine vorticità potenziale si riferisce al rapporto tra vorticità e spessore di un vortice.
Riveste grande importanza in meteorologia e climatologia perché si mantiene costante in assenza di attriti, conseguentemente alla conservazione del momento angolare. Aiuta pertanto a comprendere tutti i fenomeni in cui è implicata la produzione di vorticità, come le onde di Rossby, la ciclogenesi, le correnti oceaniche.
Dal punto di vista matematico, con questo termine si indicano diverse grandezze di cui le più importanti sono: la vorticità potenziale di Rossby e la vorticità potenziale di Ertel. La prima si conserva nei moti di fluidi omogenei con velocità orizzontali indipendenti dall'altezza (approssimazione shallow homogeneous layer). La seconda, più in generale, nei fluidi stratificati, a meno di effetti frizionali e diabatici.
L'uso dello stesso nome per quantità diverse non genera confusione, perché la prima vale solo per fluidi omogenei in moti quasi orizzontali, la seconda vale solo per fluidi stratificati.

## Descrizione intuitiva
Consideriamo un piccolo cilindro di fluido ideale, incomprimibile e privo di viscosità. Supponiamo che al tempo {\displaystyle t_{1}} il cilindro ruoti intorno al suo asse con una velocità angolare {\displaystyle \omega _{1}} uniforme su tutto il cilindro. Se il cilindro si allunga, cioè se la sua altezza aumenta, per effetto della conservazione del momento angolare comincia a ruotare più velocemente. 
Mostriamo subito che la velocità angolare è proporzionale all'altezza del cilindro. Infatti, se il raggio del cilindro all'istante {\displaystyle t_{1}} è {\displaystyle r_{1}} e la sua massa è m, il suo momento angolare è dato da:
{\displaystyle L=I_{1}\omega _{1}={\frac {1}{2}}mr_{1}^{2}\omega _{1}}
Se il cilindro si allunga e si restringe, all'istante {\displaystyle t_{2}} il momento angolare è dato da:
{\displaystyle L=I_{2}\omega _{2}={\frac {1}{2}}mr_{2}^{2}\omega _{2}}
Eguagliando si ottiene:
{\displaystyle r_{1}^{2}\omega _{1}=r_{2}^{2}\omega _{2}}
che equivale a dire:
{\displaystyle \Sigma _{1}\omega _{1}=\Sigma _{2}\omega _{2}}
dove {\displaystyle \Sigma _{1}} e {\displaystyle \Sigma _{2}} sono le superfici delle facce circolari del cilindro agli istanti {\displaystyle t_{1}} e {\displaystyle t_{2}}.
Dato che il fluido è incomprimibile il volume del cilindro rimane costante. Pertanto la sua altezza è inversamente proporzionale alla superficie circolare. Quindi risulta:
{\displaystyle {\frac {\omega _{1}}{h_{1}}}={\frac {\omega _{2}}{h_{2}}}}
che equivale a dire:
{\displaystyle {\frac {\zeta _{1}}{h_{1}}}={\frac {\zeta _{2}}{h_{2}}}}
dato che {\displaystyle \zeta =2\omega }, come si può facilmente calcolare usando la definizione di vorticità

## Vorticità potenziale di Rossby e sua conservazione
La vorticità potenziale di Rossby è data da:
{\displaystyle Q={\frac {\omega _{0}+\Delta \omega }{\Delta z}}}
dove ω0 è la vorticità planetaria, Δω è la vorticità del fluido relativa alla superficie terrestre, Δz è lo spessore verticale dello strato di fluido omogeneo.
Chiaramente la vorticità potenziale di Rossby può essere definita solo in un sistema in cui la componente orizzontale della velocità sia indipendente dall'altezza, e la componente verticale sia trascurabile. Si parla in questo caso di approssimazione shallow homogeneous layer, usata spesso in climatologia. In questa approssimazione, trascurando gli effetti dello stress turbolento, la vorticità potenziale di Rossby si conserva.
Per derivare in modo rigoroso questo asserto si parte dall'equazione della vorticità per moti sinottici. Dato che il fluido è omogeneo vale la variante barotropica dell'equazione:
{\displaystyle {\frac {1}{\omega _{0}+\Delta \omega }}{\frac {\operatorname {d} }{\operatorname {d} t}}(\omega _{0}+\Delta \omega )=-\left({\frac {\partial v_{x}}{\partial x}}+{\frac {\partial v_{y}}{\partial y}}\right)}
L'equazione di continuità della massa per fluidi incomprimibili è equivalente a:
{\displaystyle {\frac {\partial v_{x}}{\partial x}}+{\frac {\partial v_{y}}{\partial y}}=-{\frac {\partial v_{Z}}{\partial z}}}
quindi risulta:
{\displaystyle {\frac {1}{\omega _{0}+\Delta \omega }}{\frac {\operatorname {d} }{\operatorname {d} t}}(\omega _{0}+\Delta \omega )={\frac {\partial v_{z}}{\partial z}}}
integrando sull'altezza e ipotizzando in modo accettabile per i moti sinottici che le componenti orizzontali di velocità siano indipendenti dalla quota si ottiene:
{\displaystyle {\frac {\Delta z}{\omega }}{\frac {\operatorname {d} }{\operatorname {d} t}}(\omega _{0}+\Delta \omega )=\int _{0}^{\Delta z}{\frac {\partial v_{z}}{\partial z}}dz=v_{z}(\Delta z)-v_{z}(0)={\frac {\operatorname {d} z}{\operatorname {d} t}}}
dividendo per Δz:
{\displaystyle {\frac {1}{\omega _{0}+\Delta \omega }}{\frac {\operatorname {d} }{\operatorname {d} t}}(\omega _{0}+\Delta \omega )={\frac {1}{\Delta z}}{\frac {\operatorname {d} z}{\operatorname {d} t}}}
Integrando tra due tempi arbitrari {\displaystyle t_{1}} e {\displaystyle t_{2}} e rimaneggiando si ottiene subito:
{\displaystyle {\frac {\omega _{1}}{\Delta z_{1}}}={\frac {\omega _{2}}{\Delta z_{2}}}}

## Vorticità potenziale di Ertel e sua conservazione
La vorticità potenziale di Ertel è data da:
{\displaystyle Q={\frac {\zeta }{\rho }}\cdot \nabla \theta }
dove {\displaystyle \zeta } è la vorticità totale del fluido, {\displaystyle \theta } è la temperatura potenziale, {\displaystyle \rho } è la densità.
Questa grandezza si conserva in moti adiabatici, nei quali cioè gli scambi di calore sono piccoli, e trascurando effetti frizionali e turbolenti. Questa condizione vale approssimativamente per i moti atmosferici. In questa approssimazione una particella d'aria è vincolata a muoversi lungo una superficie isoentropica, che è anche una superficie a temperatura potenziale costante. Se le superfici isoentropiche sono quasi piane rispetto alla curvatura della rotazione dell'aria, allora la rotazione avviene lungo le superfici, e la vorticità è approssimativamente parallela al gradiente della temperatura potenziale.
Esaminando il moto della particella d'aria in figura, e riprendendo le considerazioni fatte all'inizio dell'articolo, si ottiene che deve essere:
{\displaystyle \zeta \cdot \delta \Sigma =Costante}
dove {\displaystyle \delta \Sigma } è la superficie della particella posta sul piano insentropico. La massa {\displaystyle \delta M} della particella è costante, e si ha:
{\displaystyle \delta M=\delta \Sigma \cdot \delta z\cdot \rho }
dove {\displaystyle \delta z} è la lunghezza della particella perpendicolarmente alla superficie isoentropica. Da questa relazione si ottiene:
{\displaystyle \delta \Sigma ={\frac {1}{\rho }}{\frac {\delta z}{\delta M}}={\frac {1}{\rho }}{\frac {\delta \theta }{\delta z}}{\frac {\delta M}{\delta \theta }}}
dove {\displaystyle \delta \theta } è la differenza di temperatura potenziale tra la base e la sommità della particella, e rimane costante. Quindi si ottiene:
{\displaystyle {\frac {\zeta }{\rho }}{\frac {\delta \theta }{\delta z}}=Costante}
Da questo passaggio si capisce con chiarezza come la grandezza {\displaystyle \rho {\frac {\delta z}{\delta \theta }}} sia una misura dello spessore locale del fluido non omogeneo.
Al limite per {\displaystyle \delta \theta } e {\displaystyle \delta z} infinitamente piccoli si ottiene:
{\displaystyle {\frac {\zeta }{\rho }}\cdot \nabla \theta =Costante}
La derivazione proposta non è completa, perché richiede che le superfici isoentropiche siano quasi piane, condizione non richiesta per la conservazione della vorticità potenziale di Ertel. Può essere facilmente estesa considerando nel ragionamento solo la componente di {\displaystyle \zeta } parallela a {\displaystyle \nabla \theta }.
Una derivazione più rigorosa consiste nel ricavare l'asserto dall'equazione della vorticità.

## Conseguenze
La conservazione della vorticità potenziale ha importanti conseguenze sui moti atmosferici e oceanici. Seguono alcuni esempi che illustrano questo fatto.

### Flusso meridionale di un fluido inizialmente non rotante
Consideriamo una colonna di fluido (aria o acqua) inizialmente a riposo a una certa latitudine. La sua vorticità assoluta {\displaystyle \zeta _{abs}} all'istante iniziale è data dalla sola vorticità planetaria, cioè dal fatto che la superficie terrestre ruota su se stessa. Trascuriamo la componente verticale della velocità, supponiamo che valga l'approssimazione shallow homogeneous layer. Supponiamo anche che lo spessore della colonna non cambi, così la conservazione della vorticità potenziale di Rossby si riduce a:
{\displaystyle \zeta _{abs}=\zeta +f=Costante}
Per soddisfare questa condizione, se la colonna si sposta verso Nord, si troverà ad avere una vorticità relativa negativa, dato che la vorticità planetaria aumenta con la latitudine. Se {\displaystyle f_{0}} e {\displaystyle f_{1}} sono la vorticità planetaria all'istante iniziale e finale si ottiene:
{\displaystyle \zeta _{1}=f_{0}-f_{1}}
Questo semplice esempio illustra come lo spostamento in direzione meridionale, cioè in direzione Nord-Sud, implichi la produzione di vorticità relativa.

### Flussi zonali
I flussi zonali sono correnti aventi direzione Ovest-Est. Per effetto della conservazione della vorticità potenziale i flussi zonali westerly, cioè che vanno da Ovest a Est, tendono a mantenersi in questa direzione. Infatti se un flusso westerly ha una traiettoria curva che lo porta verso Nord, ha inizialmente vorticità relativa positiva. Spostandosi verso Nord la vorticità planetaria aumenta, e conseguentemente diminuisce la vorticità relativa. Quando la vorticità relativa raggiunge un valore negativo il flusso curva verso Sud. Nel movimento verso Sud si verifica un meccanismo analogo, a causa del quale il flusso torna a rivolgersi verso Nord. Insomma, il flusso mediamente è sempre rivolto verso Est, e compie delle oscillazioni intorno a questa direzione. Il fenomeno descritto è alla base della formazione delle onde di Rossby.
Al contrario i flussi easterly, cioè che vanno da Est a Ovest, non mantengono questa direzione. Infatti un flusso easterly per curvare verso Nord deve avere vorticità relativa negativa. Spostandosi verso Nord la vorticità planetaria aumenta, quindi la vorticità relativa si abbassa sempre di più, e la curvatura verso Nord si accentua.